# 散瘀草
散瘀草（学名：Ajuga pantantha）为唇形科筋骨草属下的一个种。

## 扩展阅读
- 維基物種上的相關：散瘀草